# Фторид скандия(III)
Фторид скандия — неорганическое соединение класса солей. В воде слабо растворим, растворимость увеличивается при наличии избытка F− , вследствие образования ионов [ScF6]3−.

## Методы синтеза
- Из элементов[2]:

{\displaystyle {\mathsf {2Sc+3F_{2}\rightarrow 2ScF_{3}}}}

## Применение
Является полупродуктом при добыче металлического скандия из руды по схеме:
{\displaystyle {\mathsf {Sc_{2}O_{3}+3NH_{4}HF_{2}\rightarrow 2ScF_{3}+3NH_{3}+3H_{2}O}}}
{\displaystyle {\mathsf {2ScF_{3}+3Ca\rightarrow 2Sc+3CaF_{2}}}}